# West Roy Lake (Minnesota)
West Roy Lake es un lugar designado por el censo ubicado en el condado de Mahnomen en el estado estadounidense de Minnesota. En el Censo de 2010 tenía una población de 74 habitantes y una densidad poblacional de 17,7 personas por km².

## Geografía
West Roy Lake se encuentra ubicado en las coordenadas 47°18′42″N 95°35′44″O / 47.31167, -95.59556. Según la Oficina del Censo de los Estados Unidos, West Roy Lake tiene una superficie total de 4.18 km², de la cual 4.18 km² corresponden a tierra firme y (0%) 0 km² es agua.

## Demografía
Según el censo de 2010, había 74 personas residiendo en West Roy Lake. La densidad de población era de 17,7 hab./km². De los 74 habitantes, West Roy Lake estaba compuesto por el 10.81% blancos, el 0% eran afroamericanos, el 83.78% eran amerindios, el 0% eran asiáticos, el 0% eran isleños del Pacífico, el 0% eran de otras razas y el 5.41% pertenecían a dos o más razas. Del total de la población el 0% eran hispanos o latinos de cualquier raza.